# 穆加尔萨赖
穆加尔萨赖（Mughalsarai），是印度北方邦Chandauli县的一个城镇。总人口88386（2001年）。

## 人口
该地2001年总人口88386人，其中男性46531人，女性41855人；0—6岁人口13677人，其中男7238人，女6439人；识字率64.39%，其中男性为73.24%，女性为54.56%。